# Premio Embotelladora Andina
El Premio Embotelladora Andina Coca-Cola fue un premio chileno entregado por la Embotelladora Andina, representante chilena de Coca-Cola. El galardón fue instaurado en 1979 destinado a reconocer a destacados periodistas del país, siendo su última edición la realizada en 2012.
Otros premios importantes del periodismo en Chile son el Premio Nacional de Periodismo del Ministerio de Educación, el Premio Carmen Puelma de la Asociación Chilena de Seguridad y el Premio Lenka Franulic de la Asociación Nacional de Mujeres Periodistas de Chile.

## Galardonados
Los galardonados con el premio son:
- 1979 Héctor Olave
- 1980 Jaime Sánchez Arriagada
- 1981 Patricia Guzmán Jofré
- 1982 Silvia Pinto (póstumo)
- 1983 Fernando Díaz Palma
- 1984 Hernán Olguín
- 1985 Bernardo de la Maza
- 1986 Sergio Livingstone
- 1987 Raquel Correa
- 1988 Ignacio González Camus
- 1989 No fue otorgado
- 1990 Santiago Pavlovic
- 1991 Pilar Vergara
- 1992 Verónica López
- 1993 Ascanio Cavallo

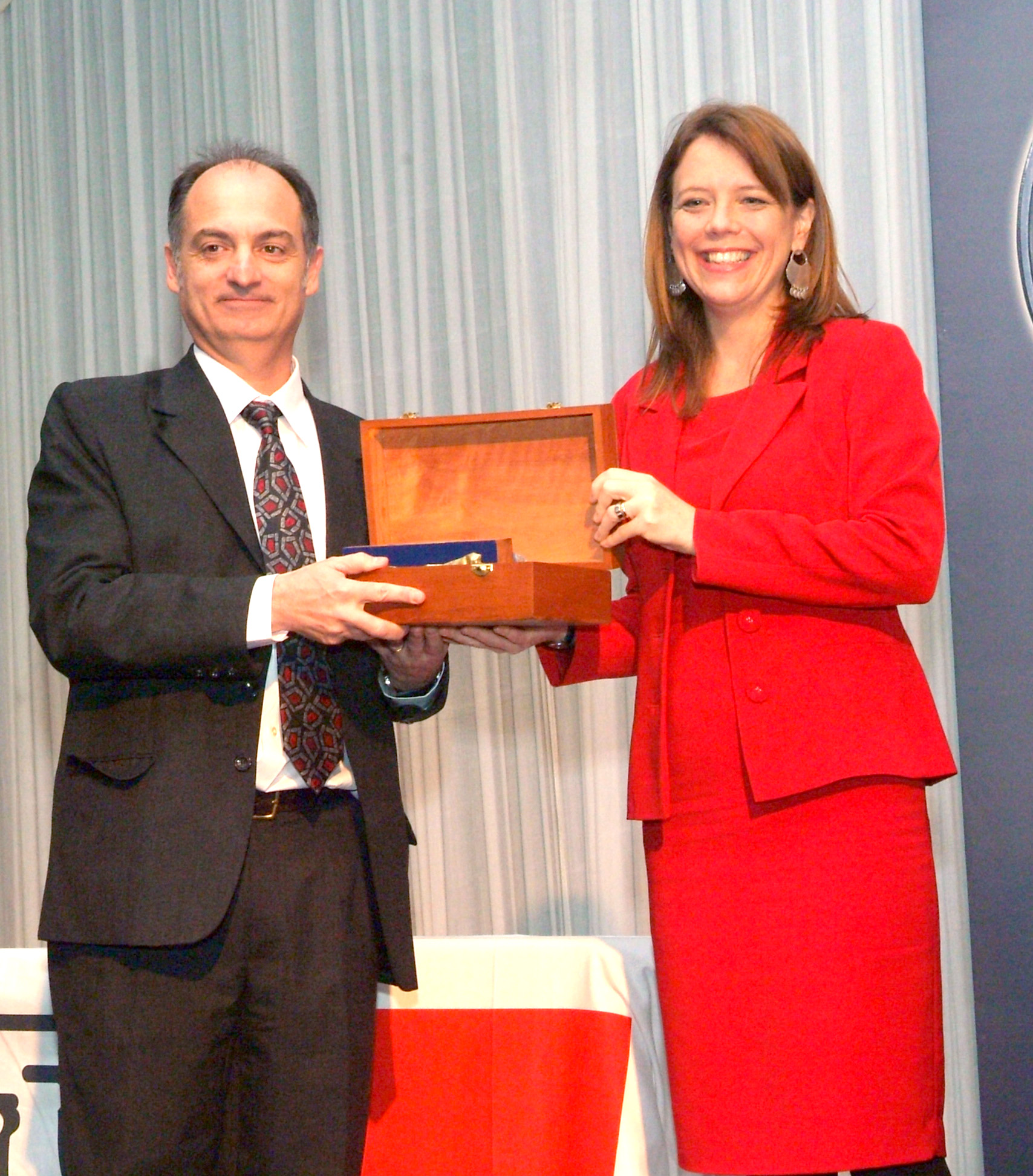
Entrega del premio en 2010.

- 1994 Julio Martínez Prádanos y Cristián Zegers
- 1995 Rosario Guzmán
- 1996 Enrique Ramírez
- 1997 Emilio Filippi
- 1998 Manola Robles
- 1999 Alejandro Guillier
- 2000 Silvia Pellegrini
- 2001 Abraham Santibáñez
- 2002 Bernardita del Solar
- 2003 Pilar Rodríguez
- 2004 Pilar Bernstein
- 2005 Eliana Rozas
- 2006 Gazi Jalil
- 2007 María Eugenia Camus
- 2008 María José Lecaros[3]
- 2009 Mercedes Ducci[4]
- 2010 Nibaldo Mosciatti Olivieri[5]
- 2011 Mónica González[6]
- 2012 Fernando Paulsen[7]